# ArcelorMittal Poland Oddział w Sosnowcu
ArcelorMittal Poland S.A. Oddział w Sosnowcu (dawniej Walcownia Rur i Żelaza „Hrabia Renard”, Huta Cedler) – zakład produkcyjny w Sosnowcu.

## Produkcja, wyroby
Huta produkuje następujące wyroby:
- walcówkę
- walcówkę profilową
- taśmy walcowane na zimno

## Historia
Walcownia „Hrabia Renard” została wybudowana w Dębowej Górze w latach 1901–1905 przez francusko-belgijski kapitał spółki Towarzystwo Górniczo-Przemysłowego „Hrabia Renard”, która stała się częścią Grupy Towarzystw Przemysłowych „Huta Bankowa". Zakład posiadał walcownię rur, która produkowała rury bez i ze szwem oraz walcownię drutu i żelaza profilowego. Zdolność produkcyjna wynosiła około 8 tys. ton miesięcznie, a zatrudnienie około 1000 osób. Zakład rozwijał produkcję zwiększając jednocześnie zatrudnienie. W 1914r. wynosiło ono 1700 osób. Głównym rynkiem zbytu rur było Cesarstwo Rosyjskie. Po wybuchu I wojny światowej niemieccy okupanci unieruchomili walcownię, a zdemontowane maszyny i urządzenia wywieźli w głąb Niemiec. Na przełomie 1915/1916 r. częściowo wznowiono pracę w oddziale odlewni. Zakład zatrudniał wówczas 114 osób. W 1924 r. walcownię uruchomiono powtórnie, a w 1928 produkcja rur i wyrobów walcowanych osiągnęła najwyższy wynik w dwudziestoleciu międzywojennym. W czasie wielkiego kryzysu począwszy od 1929 r. następowało ograniczenie produkcji i redukowanie zatrudnienia. W 1932 r. unieruchomiono walcownię rur oraz oddziały bezpośrednio z nią związane m.in. w odlewni żeliwa, ciągarnia rur i zwolniono kilkuset pracowników. Odtąd głównym wydziałem zakładu była walcownia drutu i żelaza. W 1938 r. stan załogi walcowni wynosił 814 osób. Od 1935 r. zakład dzierżawiło Towarzystwo Akcyjne Zakładów Hutniczych „Huta Bankowa”. W okresie okupacji hitlerowskiej walcownię przejęła niemiecka firma OSMAG, a następnie Spółka o nazwie Ost–Maschinenbau Gesellschaft mit beschränker Haftung (Wschodnie Zakłady Budowy Maszyn Sp. z o.o.). Zakład przystosowano do produkcji  stali na potrzeby zbrojeniowe typu „Istag” i luf do dział przeciwpancernych. Na początku 1943 r. zatrudnienie wynosiło 789 osób, a pod koniec 3 200. Pracowali tu m.in. robotnicy francuscy i więźniowie „Radochy”. Od maja 1944 r. zatrudniano także więźniów obozu oświęcimskiego (KL Auschwitz), dla których na terenie walcowni utworzono podobóz (Arbeitslager Sosnowitz). Pod koniec 1944 r. stan obozu wynosił ok. 900 więźniów różnych narodowości, głównie Żydów. Po wyzwoleniu zakład odbudowano i upaństwowiono. W czerwcu 1945 r. uruchomiono walcownię bruzdową drutu i żelaza profilowego, w 1947 odlewnię, a w 1957 r. wydział taśm walcowanych na zimno. Od września 1949 r. zakład nosił nazwę „Huta im. Edmunda Cedlera” w Sosnowcu. W 1951 r. załoga huty liczyła 1500 pracowników. W okresie Polski Ludowej zakład modernizowano i poszerzano o nowe działy. Zbudowana w 1973 r. walcownia walcówki stali jakościowej stała się głównym wydziałem huty i jednym z największych jej producentów w Europie.
Po 1989 r. huta była jedną z nielicznych, które prowadziły modernizację, specjalizując się w produkcji walcówki. Wytwarzane były drut zimno walcowany w kręgach, drut spawalniczy, taśma zimnowalcowana oraz energia cieplna i elektryczna. 1 września 1998 r. hutę przekształcono w jednoosobową spółkę Skarbu Państwa o nazwie Huta Cedler S.A.. 1 stycznia 2003 r. po okresie gruntownych modernizacji została włączona do koncernu Polskie Huty Stali, który 27 października 2003 został sprzedany spółce LNM Holdings NV. 20 maja 2004 r. zarejestrowano spółkę Ispat Polska Stal S.A. (następcy prawnego Polskich Hut Stali S.A.), która 14 stycznia 2005 zmieniła nazwę na Mittal Steel Poland S.A. W 2006 na terenie zakładu zmodernizowano walcownię walcówki stali jakościowej poprzez uruchomienie nowego pieca pokrocznego. 2 października 2007 r. nastąpiła zmiana nazwy Mittal Steel Poland S.A. na ArcelorMittal Poland.
W 2018 r. na terenie oddziału zmodernizowano zakładową elektrociepłownię, dzięki montażowi instalacji odpylania i odsiarczania spalin. W czasie przeprowadzonego w latach 2018–2019 r. remontu walcowni walcówki m.in. wymieniono 12 klatek walcowniczych, co przyspieszyć miało prędkość walcowania do 360 km/godz.. W 2021 r. zakończono przeprowadzono modernizację wydziału walcowni walcówki i wykonano remont walcowni taśm zimnowalcowanych.
W 2025 r. zakład w Sosnowcu pozostaje jednym z sześciu oddziałów ArcelorMittal Poland.

## Zatrudnienie
- 1960 – 1517 pracowników
- 1970 – 2076 pracowników
- 1975 – 2968 pracowników
- 1980 – 2776 pracowników
- 1985 – 2149 pracowników
- 1990 – 2006 pracowników
- 1995 – 1737 pracowników
- 2000 – 1497 pracowników
- 2005 – 925 pracowników

## Wyróżnienia
11 maja 2002 r., przy okazji obchodów jubileuszu 95-lecia powstania Huty im. Edmunda Cedlera, zakład uhonorowano odznaką „Zasłużony dla Miasta Sosnowca”.